# Pleiotrópia
A pleiotrópia a genetikában az a jelenség, hogy egy gén több fenotípus meghatározásában is részt vesz. Ez nem kivétel, hanem szabály; az egy gén, egy tulajdonság erős egyszerűsítés. Megfigyelhető több genetikai betegségben, mint a fenilketonuriában, a Marfan-szindrómában, az osteogenesis imperfectában (a csontok törékenysége + siketség), a cisztás fibrózisban és a sarlósejtes vérszegénységben. Az egyes tulajdonságok kifejeződése változhat. A letális gének is tekinthetők a pleiotrópia példáinak.
Az antagonisztikus pleiotrópiaelmélet szerint az öregedés okai azok az allélok, amelyek fiatal korban előnyösek, később azonban hátrányossá válnak. Ennek oka az, hogy az élőlények csak akkor érhetik meg az idősebb kort, ha nem halnak meg fiatalon.